# Georgella
Georgella es un género de foraminífero bentónico considerado homónimo posterior de Georgella Koenike, 1907, y sustituido por Nevillea de la subfamilia Chernyshinellinae, de la familia Tournayellidae, de la superfamilia Tournayelloidea, del suborden Fusulinina y del orden Fusulinida. Su especie tipo era Georgella dytica. Su rango cronoestratigráfico abarcaba el Dinantiense (Carbonífero inferior).

## Discusión
Algunas clasificaciones más recientes incluirían Georgella en la familia Chernyshinellidae, y en el suborden Tournayellina, del orden Tournayellida, de la subclase Fusulinana y de la clase Fusulinata.

## Clasificación
Georgella incluía a la siguiente especie:
- Georgella dytica †